# Vrålet från vildmarken
Vrålet från vildmarken (originaltitel: The Great Outdoors) är en amerikansk komedifilm från 1988 i regi av Howard Deutch och manus av John Hughes. Rollerna spelas av bland andra John Candy och Dan Aykroyd.

## Handling
Chet och Connie Ripley och deras barn ska ha semester i en stuga i skogen. Plötsligt dyker Connies syster upp med sin familj, oinbjuden och ovälkommen.

## Skådespelare (urval)
- John Candy
- Dan Aykroyd
- Stephanie Faracy
- Annette Bening
- Chris Young
- Ian Giatti
- Bart the Bear

## Mottagande
Filmen drog in 41 455 230 dollar i biljettintäkter i USA. Filmen fick mestadels negativ kritik. Den har 38 % positiva recensioner på Rotten Tomatoes. Leonard Maltin's Movie Guide gav filmen 1½ stjärnor av 4. Roger Ebert och Gene Siskel var mycket besvikna på filmen och tyckte inte den levde upp till Candys och Aykroyds talanger.